# 霍華德·李維
霍華德·李維（英語：Howard Levy，1951年7月31日—）是一位美國口琴演奏家、鋼琴演奏家、作曲家與製作人。
李維是「貝拉佛萊克與佛萊克調調」樂團的創團成員，他們以1991年歌曲The Sinister Minister的現場演出錄影獲得了1997年的葛萊美獎最佳流行器樂專輯。李維2012年也以他與貝拉·佛萊克共同創作的歌曲Life In Eleven獲得了2012年的葛萊美獎最佳器樂作曲，並收錄在貝拉佛萊克與佛萊克調調樂團2011年的專輯Rocket Science當中。

## 生平
1970年代，他是第一位在全音階口琴上使用超吹與超吸技巧以吹出半音的演奏家。這種技巧允許口琴演奏者在瑞希特系統（Richter tuning）的全音階口琴上吹出所有缺少的音階。
李維在1988年共同創立了貝拉佛萊克與佛萊克調調樂團，他本人在1993年離開過樂團一次。他一共出現在超過250張專輯中，也參與了一些電影原聲帶的錄製。2001年，李維創作了第二首為全音階口琴而寫的協奏曲（第一首是William Russo的Concerto for Blues Band and Orchestra），並且已經在美國、歐洲和交響樂團一同演出他的協奏曲相當多次。2009年李維重新加入了佛萊克調調樂團並參與樂團巡迴，以及2011年錄音室專輯Rocket Science的製作。
他是拉丁/爵士樂團Chévere de Chicago的音樂總監。Chévere de Chicago的第一張專輯是Secret Dream。目前他也帶領Acoustic Express樂團。他曾和鋼琴家Anthony Molinaro、吉他演奏家Chris Siebold舉辦過演奏會，也和Michael Riessler、Jean-Louis Matinier共同巡迴歐洲。李維曾合作過，巡迴或錄製音樂的音樂家包含Kenny Loggins、Donald Fagen、鲍比·麦克菲林、Sandip Burman、Dennis DeYoung、Paquito D'Rivera、Ben Sidran、Rabih Abou-Khalil與桃莉·巴頓等人。
他是Balkan Samba Records的創辦人，專門發行李維和朋友們如Fox Fehling、Chévere de Chicago與Norman Savitt等人的作品。
他也經常在Garrison Keillor的廣播節目「大家來我家」（A Prairie Home Companion）中出現。
李維現在也利用Howard Levy Harmonica School網站來進行口琴的教學。

## 個人專輯
- The Old Country (1999)
- Stranger's Hand (1999)
- Cappuccino (2004)
- Howard Levy & Paul Sprawl (2005)
- Tonight and Tomorrow (2009)

## 註解
1. ↑  Newsom, Jim. . Allmusic.   [2010-09-23].

## 外部連結
- Official website （页面存档备份，存于）
- Howard Levy Harmonica School
- Live Chevere Review and Photos at JazzChicago.net （页面存档备份，存于）
- Balkan Samba Records website （页面存档备份，存于）